# Vernon (Vermont)
Vernon – miasto w Stanach Zjednoczonych, w stanie Vermont, w hrabstwie Windham.